# M89 (天体)
座標:  12h 35m 39.8s, +12° 33′ 23″
M89（NGC 4552）はおとめ座にある楕円銀河である。おとめ座銀河団に属している。

## 概要
口径5cmの望遠鏡で、好条件でみることができる。口径10cmでは恒星をぼかしたように見える。M90と同視野に見え、形状の違いをはっきり認識することができる。口径20cmで典型的な楕円銀河に見える。
ほとんど円形に見えるが、楕円の長軸が銀河系の方向を向いていることで見かけが球のように見えるだけの可能性もあり、判別できていない。弱い電波を発している。銀河外層のガスが北西方向に噴出している構造になっている。M86のようにおとめ座銀河団の中心方向に強く引かれているのではないかと考えられている。

## 観測史
1781年3月18日にシャルル・メシエによって発見された。メシエはこの夜、球状星団M92と8つの銀河を発見している。
メシエは「星のない星雲。極端に微かで青色。見るのが困難」と記した。ジョン・ハーシェルは「かなり明るく、大きく円形。中央は次第に明るくなっている」とした。ハインリヒ・ダレストは「非常に美しくまるく直径45"。核の明るさは10等星にも匹敵する」とした。カミーユ・フラマリオンは「やや星雲状。M87ほどおおきくもない。明るさもない。中心部が明るい」とした。